# Dioko Kaluyituka
Alain Dioko Kaluyituka, dit « Alain Carré », né le 2 janvier 1987, est un footballeur international kino-congolais qui évoluait au poste d'avant-centre. 

## Carrière

### Carrière en club
Formé à l'Vita Club de Kinshasa, il réalise une deuxième excellente saison avec les dauphins noirs, qui le cèdent au TP Mazembe. Il se révèle très rapidement dans ce club de par ses accélérations percutantes et ses dribbles précis. Il est également un héros de la Ligue des champions de la CAF 2009, et de la Ligue des champions de la CAF 2010 remportées par son club. Mais c'est surtout lors de la Coupe du monde des clubs de la FIFA 2010 ou les corbeaux parviennent incroyablement en finale contre l'Inter Milan (défaite 0-3). Dans ce tournoi, Kaluyituka affole les défenses sud-américaines des clubs mexicain de Pachuca et brésilien de Sport Club Internacional. Il est élu second meilleur joueur du tournoi derrière Andrés D'Alessandro.
Il signe au club de Al Ahli SC au Qatar en 2011, et s'impose rapidement comme le meilleur buteur du club et un des meilleurs buteurs du championnat (bien qu'arrivé en cours de saison). Cependant il ne peut empêcher la relégation de son club à l'issue de la saison. Il est donc prêté au club d'Al Kharitiyath, afin de rester en 1re division. Il retrouve le club d'Al Ahli à la suite de sa remontée immédiate dans l'élite qatarienne.
Il termine la saison 2013-2014 meilleur buteur du championnat du Qatar avec 22 buts, devant des joueurs tels que Saez, Dagano, Youssef Msakni, Adriano, ou encore Nenê.
Lors de la saison 2014-2015, malgré la présence des plusieurs attaquants comme Hamdi Harbaoui, Issam Jemâa, Imoh Ezekiel, Romarinho, Sebastián Quintana, Paulinho, ou encore Younis Mahmoud, il termine meilleur buteur pour la deuxième fois consécutive, avec 25 buts. Il est également élu meilleur joueur du championnat.
En 2015, il quitte le club d'Al Ahli SC et rejoint celui d'Al-Gharafa. En 2016, il est prêté une année au Lekhwiya SC l'une des meilleures équipes du Qatar.

### Coupe du monde des Clubs FIFA 2010
Alain Kaluyituka Dioko, est titularisé pour le match de la finale de la Coupe du monde des clubs de la FIFA 2010 sur la ligne d'attaque étant seul sans les ailiers avec une composition de l'entraineur Lamine N'Diaye de 1-4-5-1. Un match opposant le TP Mazembe de la République démocratique du Congo au FC Internazionale Milano de l'Italie a vu le club congolais perdre par une note de 0 - 3 en faveur du club italien, une défaite honoriphique de l'équipe de Alain Kaluyituka Dioko puisqu'ils ont fait un record d'être le tout premier club africain d'accéder à la finale de la coupe du monde des clubs de la FIFA en 2010.

### Carrière internationale
Il reçoit un total de 30 sélections en équipe de RD Congo entre 2004 et 2013, inscrivant neuf buts.
Il est appelé par Santos Muntubile, le sélectionneur de l'équipe locale, pour disputer le Championnat d'Afrique des nations 2009. Son pays remporte le tournoi avec d'exceptionnelles performances de son ailier droit[réf. nécessaire].
Il inscrit un doublé contre le Swaziland en novembre 2011, puis un doublé contre les Seychelles en février 2012.
Il joue cinq matchs rentrant dans le cadre des éliminatoires du mondial 2006, et cinq matchs comptant pour les éliminatoires du mondial 2010, marquant quatre buts.

## Palmarès
- TP Mazembe
  - Vainqueur de la Ligue des champions de la CAF en 2009 et en 2010
  - Champion de République démocratique du Congo en 2007 et en 2009
  - Finaliste de la Coupe du monde des clubs en 2010
  - Ballon d'argent Coupe du monde des clubs en 2010
- Al Ahli SC
  - Meilleur buteur de la Qatar Super League en 2013 avec 25 buts
  - Meilleur joueur de la Qatar Stars League en 2014
- En sélection nationale
  - Vainqueur du Championnat d'Afrique des nations en 2009 avec l'équipe de République démocratique du Congo